# دنيغة
دَنِيْغَة (الاسم العلمي: Didymella)، جنس فطور مجهرية من الفطريات الزقية وفصيلة الدنيغيات. من أنواعه دنيغة الكشمش.